# Shangxinji (köpinghuvudort i Kina, Hubei Sheng, lat 31,31, long 114,44)
Shangxinji (kinesiska: 上新集) är en köpinghuvudort i Kina. Den ligger i provinsen Hubei, i den centrala delen av landet, omkring 82 kilometer norr om provinshuvudstaden Wuhan. Antalet invånare är 35 447. Befolkningen består av 16 785 kvinnor och 18 662 män. Barn under 15 år utgör 15,0 %, vuxna 15-64 år 75 %, och äldre över 65 år 8,0 %.
Runt Shangxinji är det mycket tätbefolkat, med 1 095 invånare per kvadratkilometer. Närmaste större samhälle är Xinghua, 18,0 km öster om Shangxinji. Trakten runt Shangxinji består till största delen av jordbruksmark.
Genomsnittlig årsnederbörd är 1 403 millimeter. Den regnigaste månaden är juli, med i genomsnitt 241 mm nederbörd, och den torraste är december, med 19 mm nederbörd.